# Marstonia castor
Marstonia castor är en snäckart som beskrevs av F. G. Thompson 1977. Marstonia castor ingår i släktet Marstonia och familjen tusensnäckor. IUCN kategoriserar arten globalt som akut hotad. Inga underarter finns listade i Catalogue of Life.